# イズミヤ生活情報館
イズミヤ生活情報館（イズミヤせいかつじょうほうかん）は、大阪市に本社を置く大手スーパー「イズミヤ」の1分テレビCM。毎日放送（MBSテレビ）で毎週金曜日の『ちちんぷいぷい』内で放送されている。

## 概略
料理のレシピ、イズミヤの今週のお買い得情報、イズミヤからのお知らせといった内容で放映されている。

## 放送時間
- 毎週金曜日 14:58 - 14:59（JST）

毎日放送の情報番組『ちちんぷいぷい』内のCM枠にて放送されているが、番組開始当初は放送直前の14:59に放送、その後放送時間の拡大や縮小などを経つつ、2007年4月以降は毎週金曜日の同番組内で14:05ごろとなった。
その後、2009年4月から再び15時前の時間帯に固定され、現在に至っている。

## パーソナリティ
- 藤田瞳

## 以前のパーソナリティ
- 石橋有